# Maya Forbes
Maya Coraline Forbes (23 de julio de 1968 en Cambridge, Massachusetts) es una guionista, directora y productora de televisión. Hizo su debut como directora de cine en la película Infinitely Polar Bear (2014). Otros trabajos como guionista incluyen la película The Rocker (2008) y muchos episodios de The Larry Sanders Show. Fue productora ejecutiva de dicho programa en sus últimas temporadas. También produjo las series The Naked Truth y The Kennedys. Forbes recibió algunas nominaciones a los premios Emmy y WGA por su trabajo en The Larry Sanders Show.

## Biografía
Forbes nació en Cambridge, Massachusetts, hija de Peggy y Donald Cameron Forbes (1939-1998). Está casada con Wally Wolodarsky, también guionista en la película The Rocker y productor de Infinitely Polar Bear. China Forbes (vocalista de la orquesta de jazz Pink Martini) es hermana de Maya. Ambas estudiaron en la Academia Phillips Exeter, al igual que su padre, graduándose en 1986, 1988 y 1957, respectivamente. Ingresó a Harvard, donde escribió para la publicación humorística The Harvard Lampoon, graduándose en 1990.
Forbes se basó en sus propias experiencias de niña para crear la película Infinitely Polar Bear. Imogene Wolodarsky, su hija de 12 años, interpreta una versión ficticia de su madre en la película.